# Ужгинская
Ужгинская — упразднённая деревня в составе Чердынского городского округа Пермского края. Исключена из учётных данных в 2005 году.

## Географическое положение
Деревня расположена в 24 километрах на запад-северо-запад от центра городского округа города Чердынь.

## Климат
Климат умеренно континентальный с продолжительной холодной и снежной зимой и коротким летом. Снежный покров удерживается 170—190 дней. Средняя высота снежного покрова составляет более 70 см, в лесу около 1 метра. В лесу снег сохраняется до конца мая. Продолжительность безморозного периода примерно 110 дней.

## История
До января 2020 года входила в Бондюжское сельское поселение Чердынского района, с 1 января 2020 года в связи с упразднением указанного поселения рядовая деревня Чердынского городского округа. На январь 2011 года оставался один жилой дом.

## Достопримечательности
В деревне находится полуразрушенная деревянная церковь Николая Чудотворца.

## Население
Постоянное население было 9 человек (2002), 100 % русские. 